# Bröstben

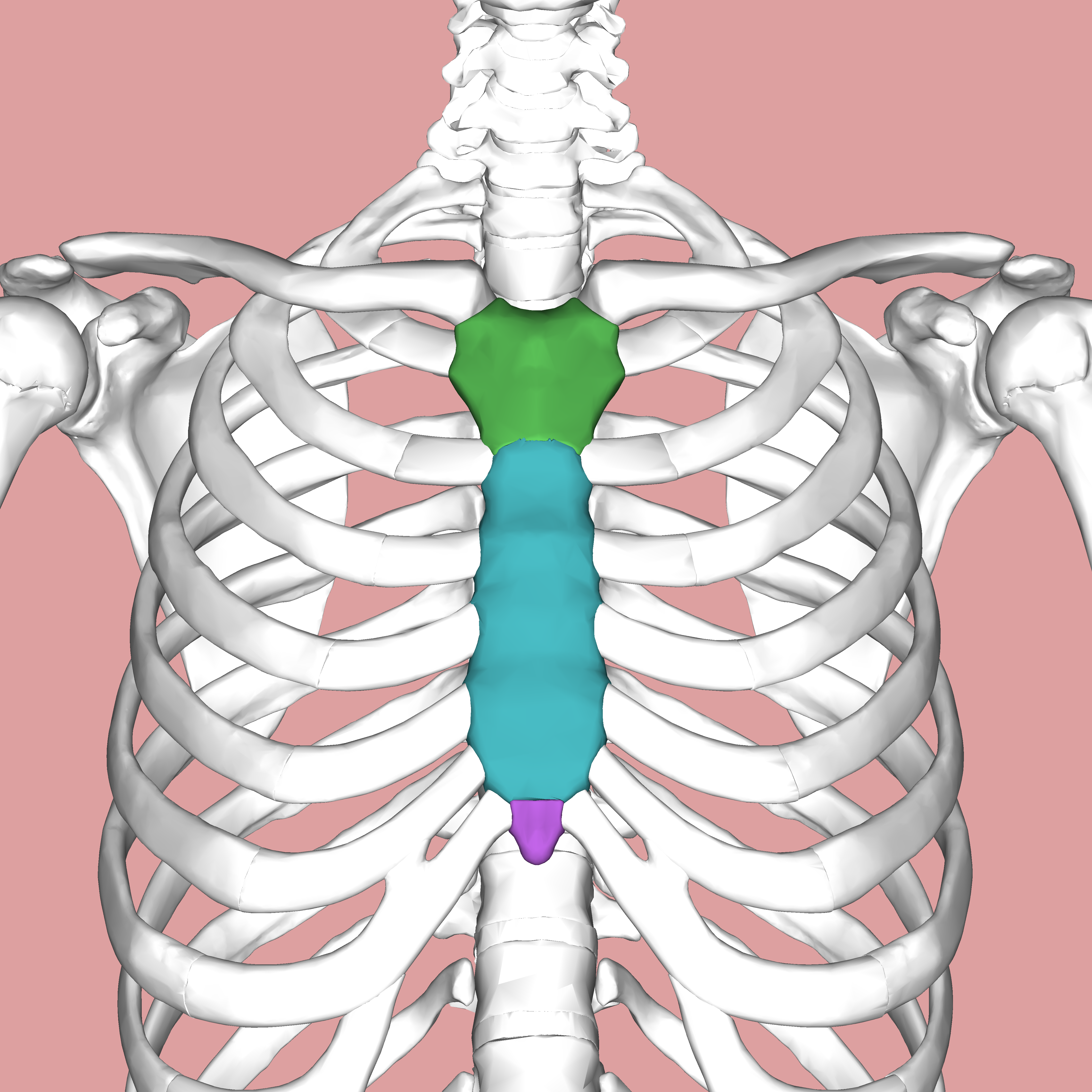
Bröstbenets tre delar: manubrium (grön), corpus sterni (blå) och processus xiphoideus (lila).

Bröstben (latin: sternum, av grekiskans στέρνον, "bröst") är, i människans kropp, ett avlångt och platt ben centralt placerat på bröstkorgens (thorax) framsida (ventralt) och utgör dess främre vägg. Bröstbenet fyller en viktig funktion genom att skydda lungorna och hjärtat och upptar dessutom stora krafter från armarna via nyckelbenen (clavicula). Det är i genomsnitt omkring 17 centimeter långt, något längre hos män än hos kvinnor.
Bröstbenets översta del utgör nyckelbenens basstöd och dess sidor ledar mot de översta sju revbenens brosk. Bröstbenet består av tre delar: manubrium (manubrium sterni), corpus sterni och processus xiphoideus.
På var sida om bröstbenet ledar, uppifrån (kraniellt) och ned (kaudalt), nyckelben (clavicula) i sternoklavikularleden (art. sternoclavicularis) och via revbensbrosken (cartilagines costales) till de översta sju revbenen (costae I–VII) i incisurae costales.
Bröstbensvinkeln (latin: angulus sterni) kallas knölen på bröstet bredvid 2:a revbenet.
I sitt naturliga läge lutar bröstbenet så att den kraniella änden vetter uppåt och bakåt. Benet är lätt konvext ventralt och konkavt på baksidan (dorsalt). Sternum är bredast upptill för att smalna av vid det andra revbensbroskets artikulationsytor. Därefter vidgar det sig igen för att snabbt smalna av till sin kaudala extremitet.
Frakturer i sternum är ovanliga. Vid bilolyckor kan dock bröstkorgen tryckas mot rattens axel så att sternum krossas i bitar. Vid sternotomi kan bröstbenet klyvas för att komma åt hjärtat vid operationer.
Bröstbenet ossificeras genom fyra segment (sternebrae) vars gränser kan skönjas som tre transversella linjer mellan revbensbroskens leder.

### Webbkällor
- ”Sternum – bröstben”. Svensk MeSH. Karolinska Institutet. https://mesh.kib.ki.se/term/D013249/sternum. Läst 23 oktober 2020.